# ドミニク・ドロプシー
ドミニク・ドロプシー（Dominique Dropsy, 1951年12月9日 - ）は、エーヌ県出身の元サッカー選手で元サッカーフランス代表。ポジションはゴールキーパー。

## 経歴
1972-73シーズン以降、所属したどのチームにおいても、引退まで一貫して正GKを務めていた。
フランス代表として、1978年ワールドカップアルゼンチン大会に参加、ハンガリー戦で出場機会を得た。1981年5月のブラジル戦まで、17試合の代表キャップがある。

## タイトル
ヴァランシエンヌ
リーグ・ドゥ : 1971-72
ストラスブール
- リーグ・ドゥ : 1976-77
- リーグ・アン : 1978-79

ボルドー
- リーグ・アン : 1984-85, 1986-87
- クープ・ドゥ・フランス : 1986, 1987